# Filmproduktion Loekenfranke
Die Filmproduktion Loekenfranke ist eine Filmproduktionsgesellschaft, die 1996 von den Filmemachern Ulrike Franke und Michael Loeken gegründet wurde und auf die Produktion von Dokumentarfilmen spezialisiert ist.
Der Schwerpunkt der Produktion liegt in der Erzählung großer gesellschaftlicher Umbruchprozesse, häufig in Langzeitbeobachtungen. Zudem arbeiten Loeken und Franke projektbezogen mit Künstlern aus anderen Disziplinen zusammen.

## Geschichte

### Gründer

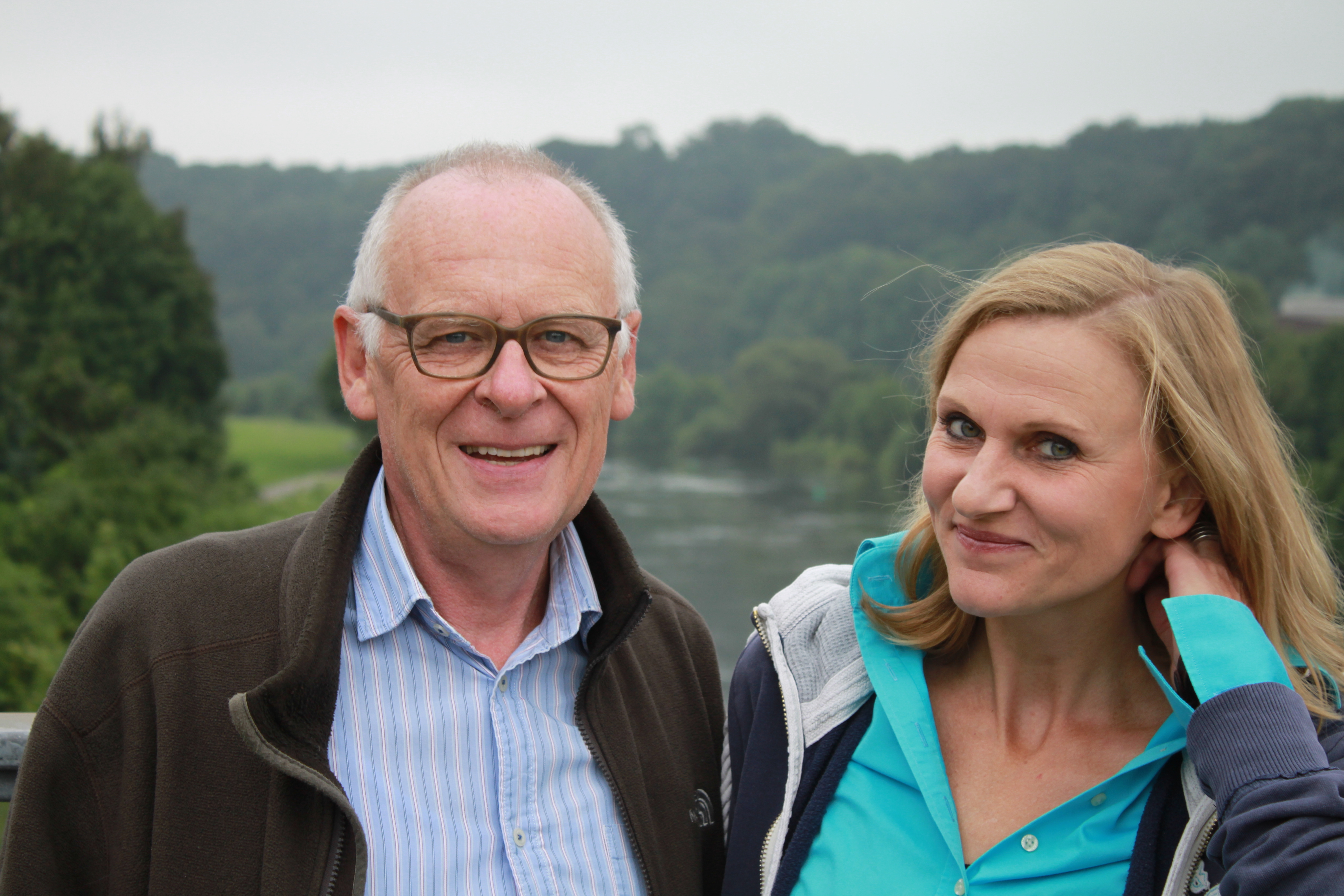
Michael Loeken und Ulrike Franke

Gegründet wurde die Filmproduktion Loekenfranke 1996 von Ulrike Franke und Michael Loeken.
Franke, geboren 1970 in Dortmund, studierte zunächst Theater-, Film- und Fernsehwissenschaft, Romanistik und Kunstgeschichte an der Universität zu Köln während sie seit 1992 praktische Produktionserfahrung bei verschiedenen Filmproduktionen sammelte. Neben ihrer Arbeit als Autorin, Regisseurin und Produzentin eigener Dokumentarfilme saß sie in verschiedenen Filmjuries (z. B. beim Filmbüro NW oder dem Erstlingswerke im Kino-Dokumentarfilm fördernden Gerd-Ruge-Stipendium) und lehrte im Bereich Medienproduktion (unter anderem an der Internationale Filmschule Köln, dem Filmhaus Köln, dem Institut für Schauspiel, Film- und Fernsehberufe und der ZDF-Medienakademie). Seit 2017 ist sie Professorin für Autorendokumentarfilm an der Kölner Kunsthochschule für Medien in Köln.
Loeken, geboren 1954 in Neviges geboren, studierte Theater-, Film- und Fernsehwissenschaft in Köln. Nach seiner ersten Regie 1981 beim Dokumentarfilm Ich hatte schon begonnen, die Freiheit zu vergessen arbeitete er von 1982 bis 1996 als Tonmeister bei Dokumentar-, Spielfilm- und Kinoproduktionen. Seit 1996 ist er als Autor, Regisseur und Produzent tätig und war, ähnlich wie Franke in Filmjuries aktiv und lehrte an verschiedenen Filmschulen und -instituten.

### Film- und Kunstprojekte
Und vor mir die Sterne... - Das Leben der Schlagersängerin Renate Kern (1998)
Roter Faden für den Dokumentarfilm über Deutschland zwischen 1965 und 1997 ist das Leben der Renate Kern: ihre ewige Suche nach Identität, ihre Karriere und ihr Scheitern als Schlagersternchen und schließlich ihr Selbstmord 1991. Renate Kerns Schlagertexte sind Ausdruck und Sinnbild zugleich für ihre Zeit, ihre Umgebung und ihre Mitmenschen. Es geht um Träume und Ängste, Wünsche und Hoffnungen, ums Trösten und Durchhalten.
Herr Schmidt und Herr Friedrich (2001)
Szenen einer Ehe aus dem Leben eines schwulen Pärchens in den mittleren Jahren. Der Film erzählt vom Kampf um eine große Liebe und ist zugleich die Bestandsaufnahme dieser. Der Film ist eine Beziehungskomödie und gleichzeitig eine Reise in die deutsche Vergangenheit und das deutsche Provinzleben.
Die Reise zu den Walen ... und andere Kinderträume (2002)
Seit er den Film Free Willy gesehen hat, interessiert sich der krebskranke Andreas (15) für nichts mehr als für Wale. Wenigstens einmal möchte er sie in der Natur beobachten. Die ebenfalls an Krebs erkrankten Jacqueline (13) träumt von einem Besuch beim Autorennen. Der von Kopf an gelähmte Sven (7) hat seine Wünsche seinem Leiden angepasst. Der Film erzählt aus dem Leben der kranken Kinder, von ihren Wünschen und Nöten, ihrer großen Kraft und Tapferkeit.
Soldatenglück und Gottes Segen (2003)
„Soldatenglück und Gottes Segen“ wünschte der kommandierende Generalleutnant den deutschen Soldaten, die im Januar 2002 zu ihrem Einsatz im Rahmen der internationalen Schutztruppe ISAF nach Afghanistan verabschiedet wurden. Die Soldaten erwartete in Kabul ein ähnlicher Auftrag, wie ihn schon ihre Kameraden im Kosovo hatten: das für die Bundeswehr neue Unternehmen Auslandseinsatz. Im Mittelpunkt des Films steht nicht die Frage, wie sich die Soldaten konkret um Frieden bemühen, sondern womit sie sich im Alltag beschäftigen – und womit sie beschäftigt werden.
Wenn der Tod uns scheidet (2005)

Der Film stellt Frauen und Männer in den Mittelpunkt, die nach langer Partnerschaft oder Ehe ihren Partner durch den Tod verloren haben. Vernunftmäßig ist der Verlust kaum zu fassen; jeder stürzt in eine tiefe Krise. Allerdings begegnen die Menschen dieser Lebenskrise und der Umbruchsituation auf unterschiedlichste Weise und meistern ihr zweites Leben individuell. 

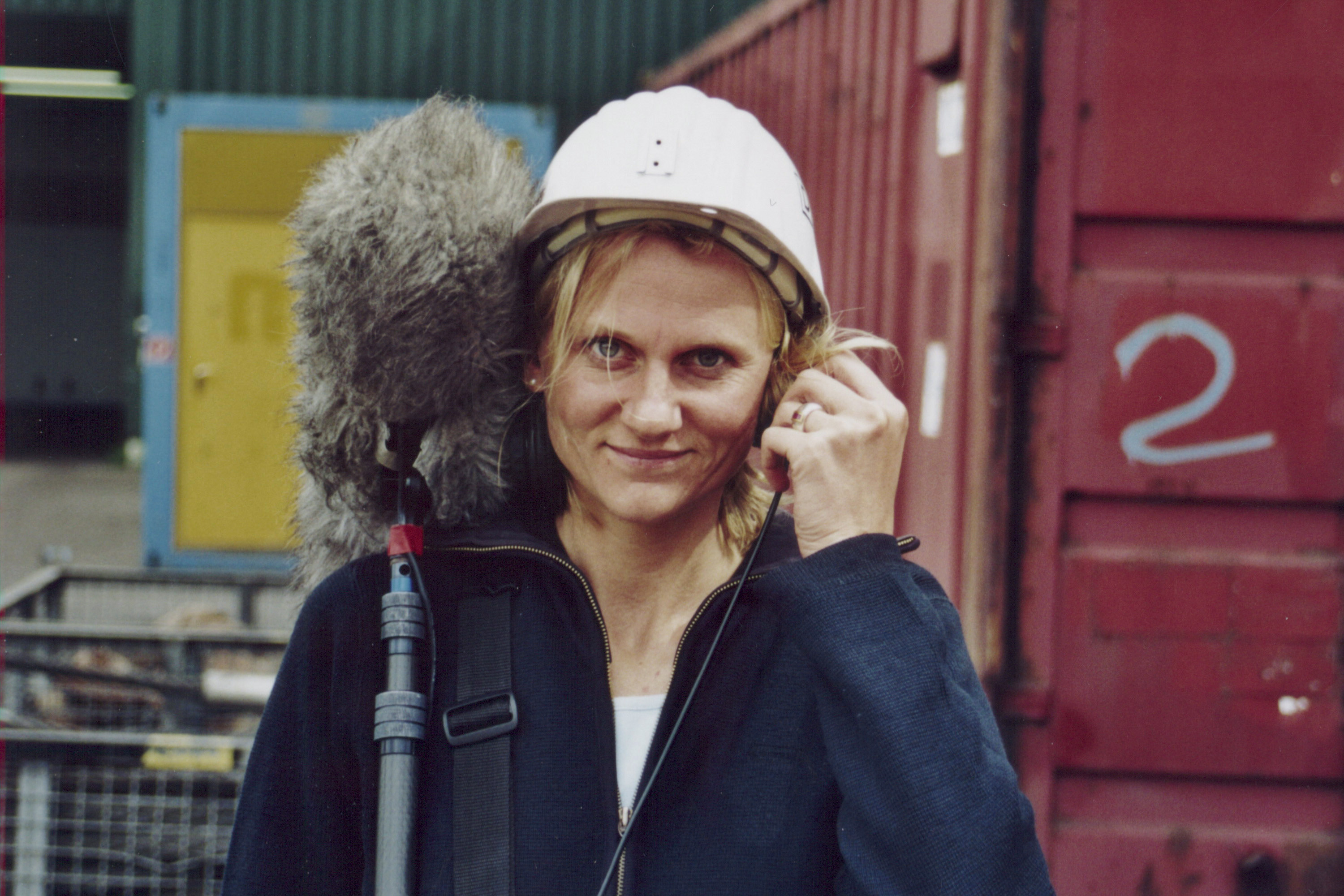
Ulrike Franke bei Dreharbeiten zum Film "Losers and Winners" (2005)

Losers And Winners - Arbeit gehört zum Leben (2006)
Losers and Winners dokumentiert die Demontage einer gigantischen Industrieanlage und die Geschichten entlang des Verschwindens: Wie die Koker im Pott Ankunft und Arbeitsweise der Chinesen erleben, was sie fühlen, wenn sie mit der modernsten Kokerei der Welt auch ihren Stolz schwinden sehen, aber auch die Belastungen und Konflikte in der 60-Stunden-Woche der chinesischen Arbeiter fernab ihrer Heimat und ihrer Familien, zwischen Zukunftseuphorie und Zweifeln.
Marc Constantine - Der Lush-Gründer (2010)
Ein Porträt des LUSH-Gründers Marc Constantine. Vom südenglischen Seebad Poole aus leitet er seine Seifen- und Parfümfirma und lebt seine andere Leidenschaft Birdwatching – das Beobachten von Vögeln.
Arbeit Heimat Opel (2012)
Der Film porträtiert sechs Jugendliche zwischen 16 und 19 Jahren, die 2009 ihre Ausbildung zum Industriemechaniker im Bochumer Opel-Werk beginnen: Jerome, André, Sinan, Tim, Marius und Marcel. Arbeit Heimat Opel erzählt von ihren Hoffnungen und Ängsten, von Lebensträume und Sorgen zu Anfang eines Arbeitslebens, dessen Zukunft ungewiss ist.

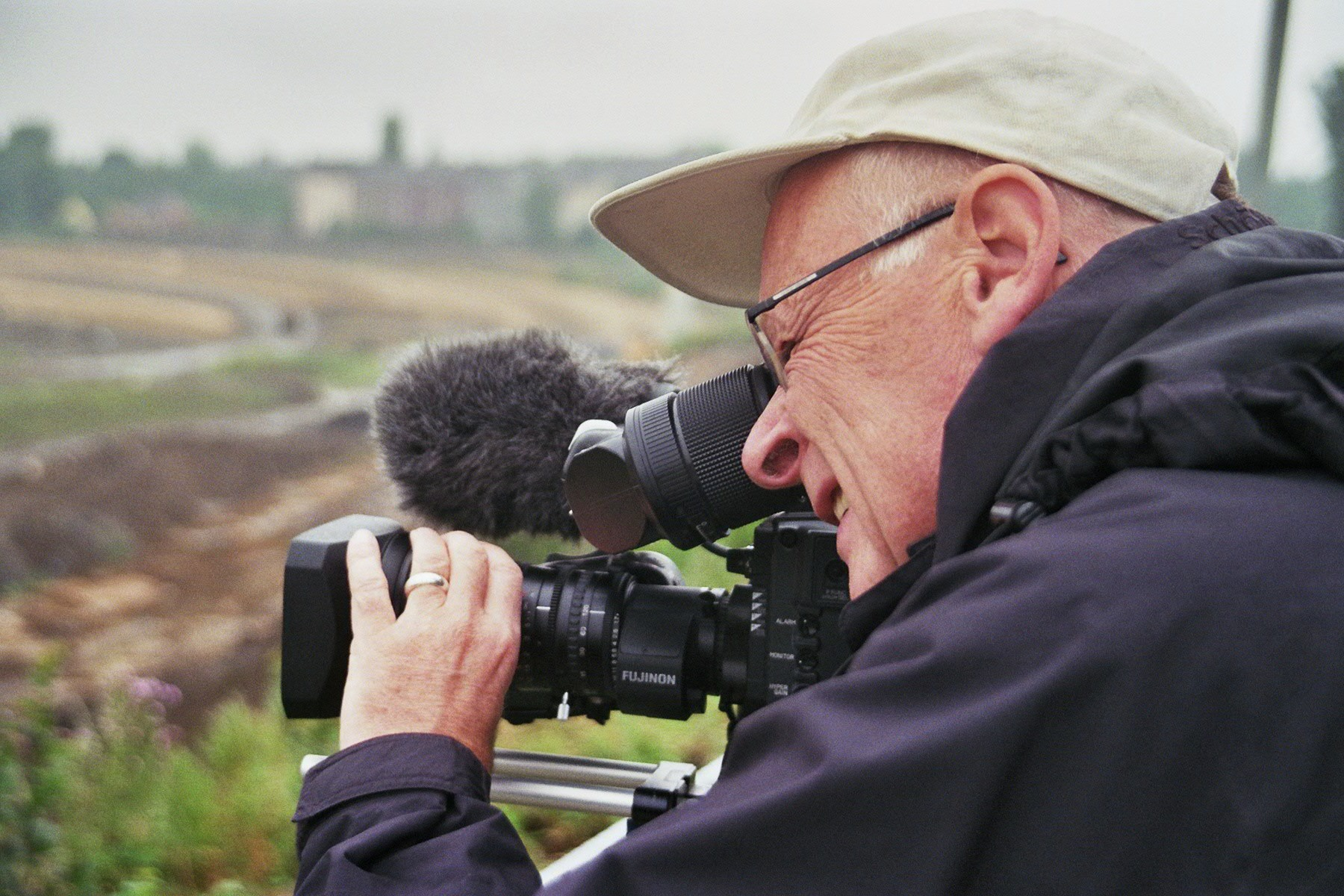
Michael Loeken bei Dreharbeiten zum Film "Göttliche Lage" (2013)

Göttliche Lage - Eine Stadt erfindet sich neu (2014)
Auf einem ehemaligen Stahlwerksgelände in Dortmund wird über viele Jahre ein neuer Stadtteil gebaut. Den Mittelpunkt bildet ein künstlicher See – der Phönixsee –, an dessen Ufern luxuriöse Wohnungen entstehen. Die Menschen, die um das ehemalige Stahlwerksgelände herum wohnen und dort arbeiteten, können sich das Wohnen am See nicht leisten. Über fünf Jahre vergehen, bis das einstige Stahlwerk einem See gewichen ist. Ein Film über den Wandel der Industrie- zur Freizeitgesellschaft.
We Are All Detroit - Vom Bleiben und Verschwinden (2021)
Ein Blick auf zwei weit entfernte Städte – Bochum und Detroit –, vor denen nach dem Weggang der Autoindustrie gigantischen Herausforderungen liegen. Im Fokus stehen die Bewohner beider Städte, die nach dem Ende des Industriezeitalters auf der Suche nach einer neuen Identität sind. Was sie trotz aller Unterschiede eint, ist das Verlangen nach einem würdevollen und glücklichen Leben.

## Filme
- 1998: Und vor mir die Sterne... - Das Leben der Schlagersängerin Renate Kerns
- 2001: Herr Schmidt und Herr Friedrich
- 2002: Die Reise zu den Walen ... und andere Kinderträume
- 2003: Soldatenglück und Gottes Segen
- 2005: Wenn der Tod uns scheidet
- 2006: Losers And Winners - Arbeit gehört zum Lebenskrise
- 2010: Marc Constantine - Der Lush-Gründers
- 2012: Arbeit Heimat Opel
- 2014: Göttliche Lage - Eine Stadt erfindet sich neue
- 2021: We Are All Detroit - Vom Bleiben und Verschwinden

## Kunstprojekte
Under Construction (2007)
- Installation / Performance
Ausgangsmaterial sind die dokumentarischen Aufnahmen vom Abbau der Kokerei Kaiserstuhl in Dortmund durch chinesische Arbeiter. Ein halb asiatisch, halb europäisches Ensemble interpretiert die fremden Situationen. Die Improvisationen innerhalb einer Film-Video-Installation mit Mehrfachprojektionen zeigen ein emotionales Bild auf die Prozesse der Zeit und rücken den Menschen ins Zentrum.
Next Generation Opel (2010)
- Installation / Ausstellung
Ein Projekt vom Schauspiel Essen und Schauspielhaus Bochum, in Zusammenarbeit mit der Bundeszentrale für politische Bildung und der Kulturhauptstadt Europas RUHR.2010. Die Installation untersucht die Zukunft der Stadt Bochum und die Visionen ihrer jungen Einwohner am Beispiel junger Mitarbeiter und Auszubildenden bei Opel. Sie stehen am Anfang eines Arbeitslebens, dessen Zukunft schon am Startpunkt ungewiss ist.
Truck Tracks Ruhr - The Compilation (2017)
- Theater / Installation / Ausstellung
Ein Projekt in Koproduktion mit dem Theater Oberhausen, Ruhrfestspiele Recklinghausen, Ruhrtriennale, Schauspiel Dortmund, Ringlokschuppen Ruhr, Schauspielhaus Bochum, PACT Zollverein. Im Zentrum von Truck Tracks Ruhr (RIMINI Protokoll) steht ein Lastwagen, der den Blick auf das Ruhrgebiet verändert. Der LKW ist zu einem fahrbaren Zuschauerraum umgebaut und auf einer Seite mit einem riesigen Fenster ausgestattet, durch das der Blick nach draußen gerahmt wird. Ulrike Franke und Michael Loeken haben das Projekt über die gesamte Zeit begleitet. In der Kohlenmischanlage der Kokerei Zollverein kommen die dabei entstandenen Filme in einer Videoinstallation zusammen. Auf sieben Leinwänden werden die Perspektiven der 49 Künstler von Truck Tracks Ruhr in einer Compilation zusammengefasst.
Von Orten und Menschen (2020)
- Webdoku
Ein Projekt im Rahmen des „Lernparks“ – einem kulturellen Bildungsprojekt der Ruhrfestspiele Recklinghausen mit Schülern der Wolfgang-Borchert-Gesamtschule, dem Herwig-Blankertz-Berufskolleg, der Dietrich-Bomhoeffer-Realschule sowie dem Alexandrine-Hegemann-Berufskolleg. Im Sommer 2019 planten dabei Loeken und Franke zunächst gemeinsam mit Schülern der Wolfgang-Borchert-Gesamtschule eine Fahrradtour durch Recklinghausen, die die Besucher der Ruhrfestspiele an Orte führen soll, die für die Schüler von Bedeutung sind. Da wegen der Corona-Pandemie keine Tour stattfinden kann, veröffentlichten Loeken und Franke eine Webdoku, die anhand der von den Jugendlichen gewählten Orte aus dem Leben und vom Aufwachsen der Kinder erzählt.
Naturbüro 1-7 (2021)
- Theater / Installation
Ein Projekt im Rahmen des "WEGE"-Projekts in Zusammenarbeit mit der Ruhrtriennale unter Leitung des Dramaturgen Aljoscha Begrich. Loeken und Franke führen Besucher der Ruhrtriennale mit dem Fahrrad durch unterschiedlich gestaltete Grünanlagen, Parks und Freiflächen zwischen Gelsenkirchen Hauptbahnhof und PACT Zollverein in Essen. Für sieben Punkte auf der Strecke gestalten sie sogenannte Naturbüros, an denen unterschiedlichste Verständnisse von Natur aufgezeigt werden sollen. An diesen Haltepunkten wird jeweils ein 5-10 minütiges Audio-File angeboten, das in unmittelbarem oder abstrakten Zusammenhang zu dem jeweiligen Ort steht.
Bildwelt für die Ruhrtriennale (2023)
- Fotografie
Für die letzte Spielzeit unter der Intendanz der Schweizer Theaterregisseurin Barbara Frey haben Michael Loeken und Ulrike Franke für das Theater- und Kunstfestival Ruhrtriennale eine Bildwelt geschaffen. Dafür begleiteten Loeken und Franke Vogelbeobachter im Ruhrgebiet, die dabei entstandenen Bilder bildeten die Grundlage für die gesamte Festivalkommunikation. Mit einer umfangreichen Bildstrecke erschien die künstlerische Arbeit darüber hinaus auch im Festivalkatalog. Im Zuge der Zusammenarbeit zeigte das Festival zudem die Kino-Dokumentarfilme der Filmproduktion Loekenfranke im Rahmen einer Retrospektive im Bochumer Bahnhofskino Metropolis.

## Preise & Auszeichnungen
Und vor mir die Sterne
- Nominierung für den Adolf-Grimme-Preis (1999)

Herr Schmidt und Herr Friedrich
- Nominierung für den Adolf-Grimme-Preis (2001)
- Publikumspreis beim Festival des Deutschen Kinos in Mainz
- Prädikat „besonders wertvoll“ der deutschen Film- und Medienbewertung[18]

Soldatenglück und Gottes Segen
- Prädikat „besonders wertvoll“ der deutschen Film- und Medienbewertung[19]
- Nominierung für den Deutschen Filmpreis als Bester Dokumentarfilm (2003)

Losers And Winners
- Eröffnungsfilm auf dem 49. Internationalen Leipziger Festival für Dokumentar- und Animationsfilm (kurz: DOK Leipzig)
- Prädikat „besonders wertvoll“ der deutschen Film- und Medienbewertung[20]
- Eröffnungsfilm auf dem 33. Internationalen Filmwochenende Würzburg
- Best Film Award auf dem One World Festival 2007 in Prag
- Special Jury Award beim It's All True – 12. International Documentary Film Festival in Sao Paulo
- Best International Feature Documentary auf dem Hot Docs 07 - Canadian International Documentary Festival in Toronto
- Golden Remi Award beim 40. WorldFest - Houston International Film Festival
- Film Critics Award beim Chicago International Documentary Film Festival (CIDF)
- Honorable Mention beim Chicago International Documentary Film Festival
- Lobende Erwähnung beim Dokufest – International Documentary and Short Film Festival in Prizren
- Goldener Löwe beim 1. Hachenburger Filmfest
- Watch Docs Award auf dem 7. WATCH DOCS – International Film Festival Warschau
- Herbert Quandt Medien-Preis der Johanna-Quandt-Stiftung
- Prize Grazia Deledda auf dem 14. Sardinia International Ethnographic Film Festival
- Adolf-Grimme-Preis im Bereich Information & Kultur[21]
- Avid Schnittpreis der Nonfiktionale

Arbeit Heimat Opel
- Nominierung für den Adolf-Grimme-Preis, Kategorie Information & Kultur/Spezial (2013)

Göttliche Lage
- Prädikat „besonders wertvoll“ der deutschen Film- und Medienbewertung
- Eröffnungsfilm auf der Duisburger Filmwoche 2014
- Nonfiktionale Preis der Stadt Bad Aibling
- Honorable Mention auf dem 34. Festival International Jean Rouch (Paris)
- Bester Film Panorama Kino auf dem Saratov Sufferings Intl. Film Festival 2015
- Vorauswahl zum Deutschen Filmpreis 2015
- Adolf-Grimme-Preis im Bereich Information & Kultur (2016)[22]
- Herbert Quandt Medien-Preis der Johanna-Quandt-Stiftung
- ARD Programmprämie 2017 im Genre Dokumentarfilm
- Lorry Journalistenpreis 2017

We Are All Detroit
- Publikumspreis LÜDIA auf dem Kinofest Lünen[23]
- Nominierung für den Deutschen Filmpreis 2022 in der Kategorie Bester Dokumentarfilm[24]
- Prädikat „besonders wertvoll“ der deutschen Film- und Medienbewertung[25]